# Kolej jednoszynowa

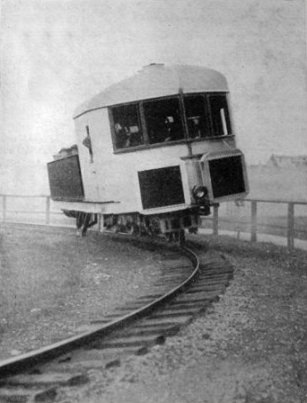
Niemiecka kolej jednoszynowa z 1907 roku. Pojazd utrzymywany jest w pionie dzięki zamontowanemu żyroskopowi.

Kolej jednoszynowa – kolej szynowa, w której pojazdy poruszają się po jednej szynie. Szyna jest najczęściej prowadzona nad ziemią na specjalnej estakadzie. Estakada z reguły pełni również funkcję trzeciej szyny. Najpopularniejszym systemem jednoszynowym jest belka żelbetowa o szerokości 60–90 cm, po której wagon przejeżdża okrakiem, utrzymując się dzięki kołom stykającym się zarówno z powierzchnią górną, jak i boczną szyny. Specyficzną odmianą kolei jednoszynowej jest kolej wisząca, używana głównie w transporcie wewnątrzzakładowym. 

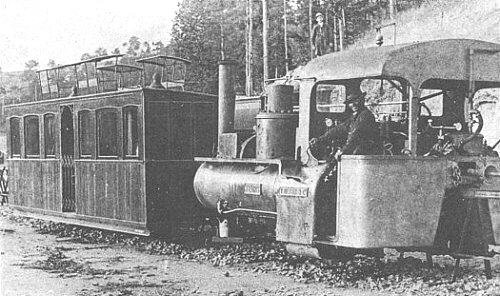
Jedna z kolei Lartigue’a
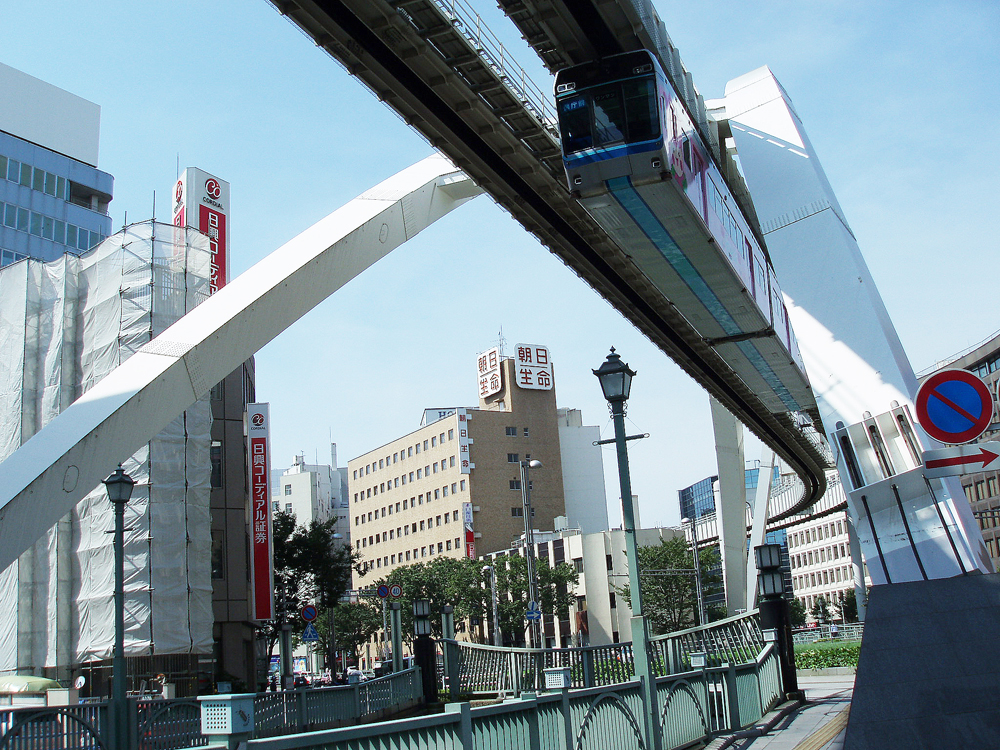
Chiba
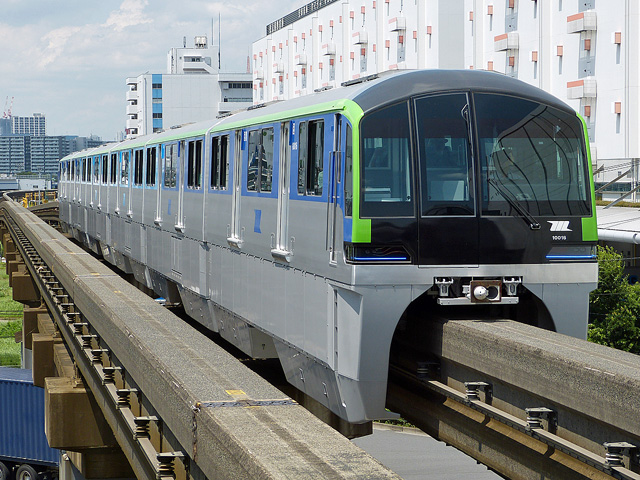
Tokyo Monorail
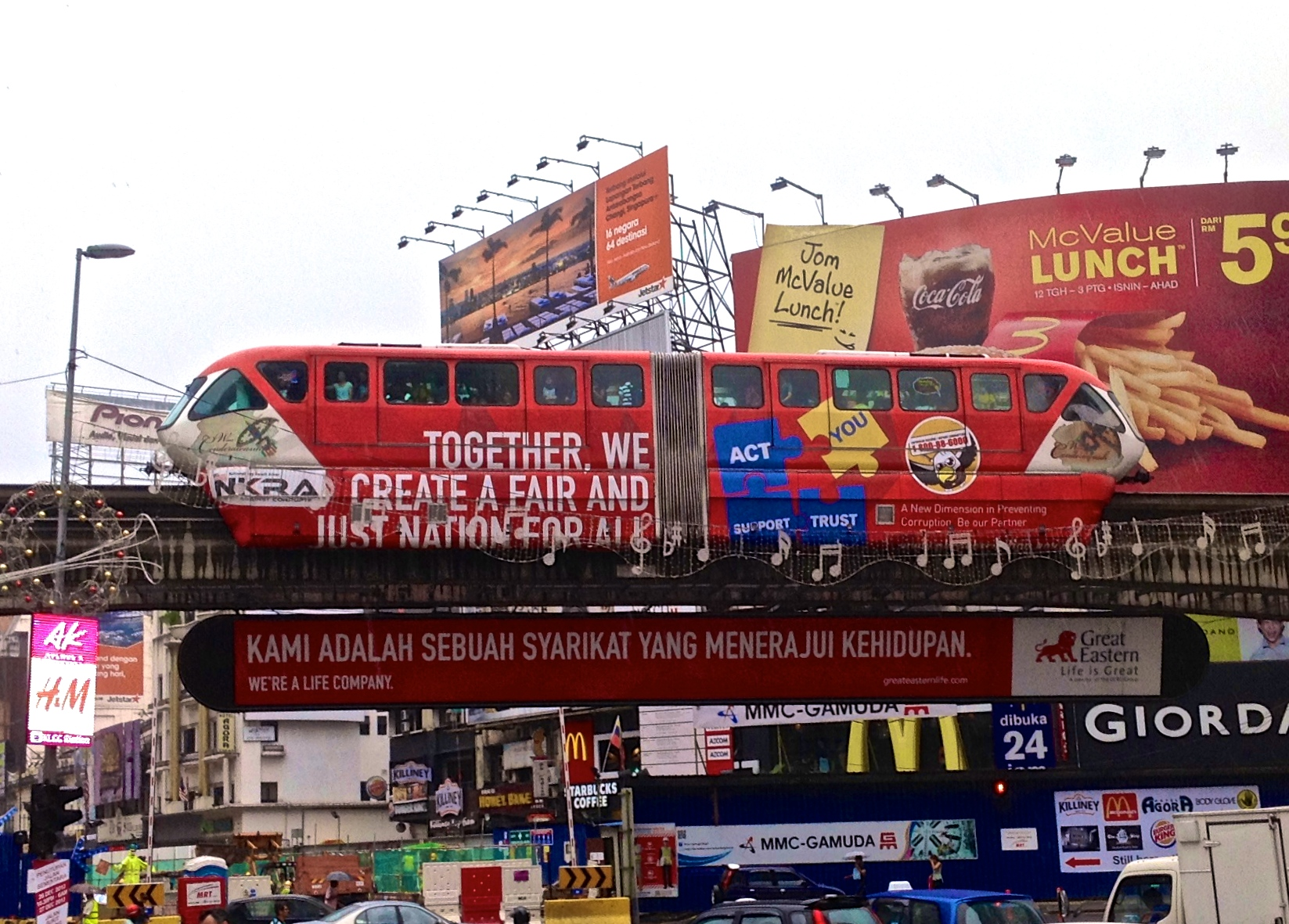
Kuala Lumpur Monorail